# (5311) Rutherford
(5311) Rutherford est un astéroïde de la ceinture principale découvert le 3 avril 1981 à Lac Tekapo par Alan C. Gilmore et Pamela M. Kilmartin.

## Compléments